# Oryza longistaminata
Oryza longistaminata là một loài thực vật có hoa trong họ Hòa thảo. Loài này được A.Chev.& Roehr. mô tả khoa học đầu tiên năm 1914.

## Hình ảnh

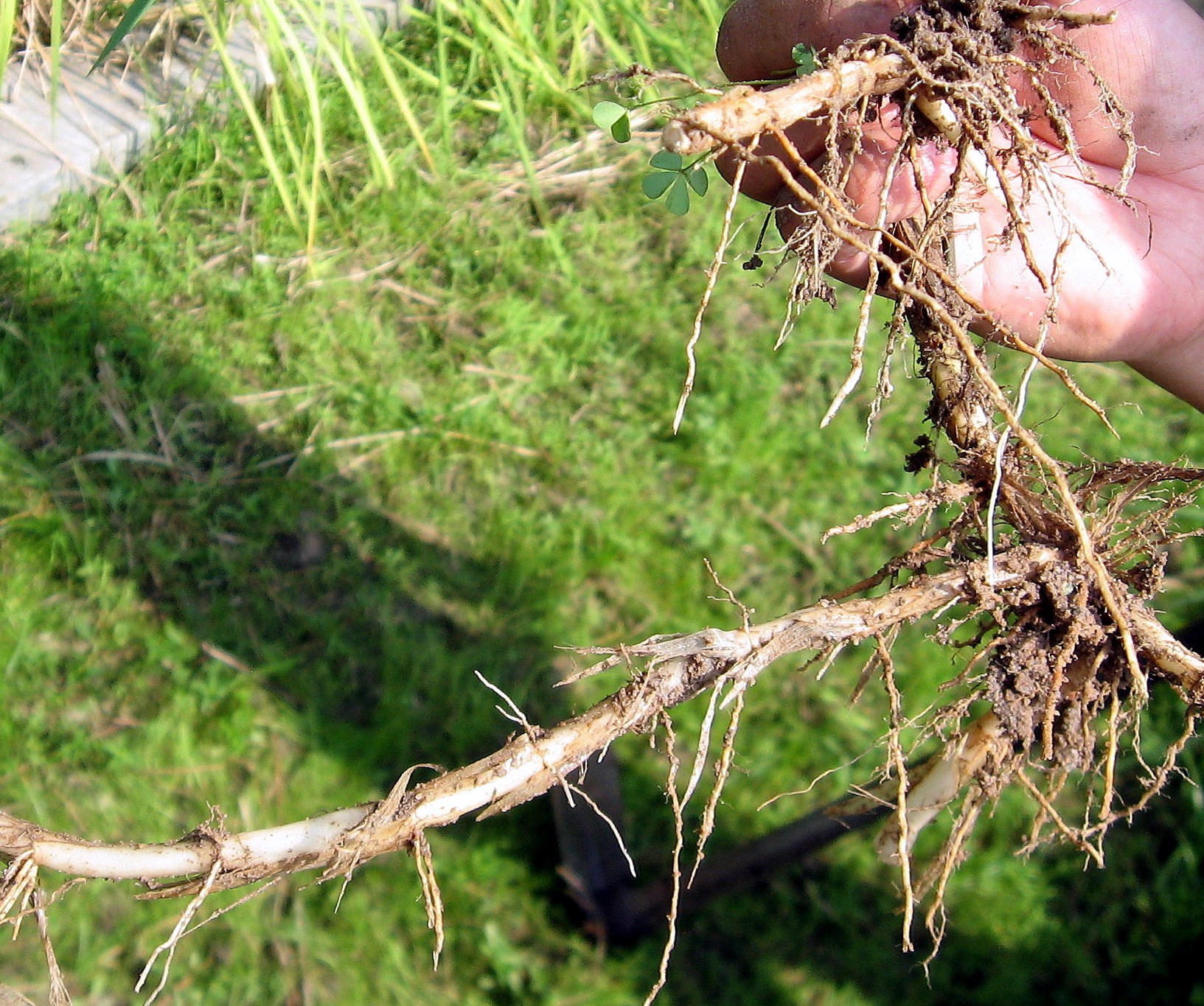
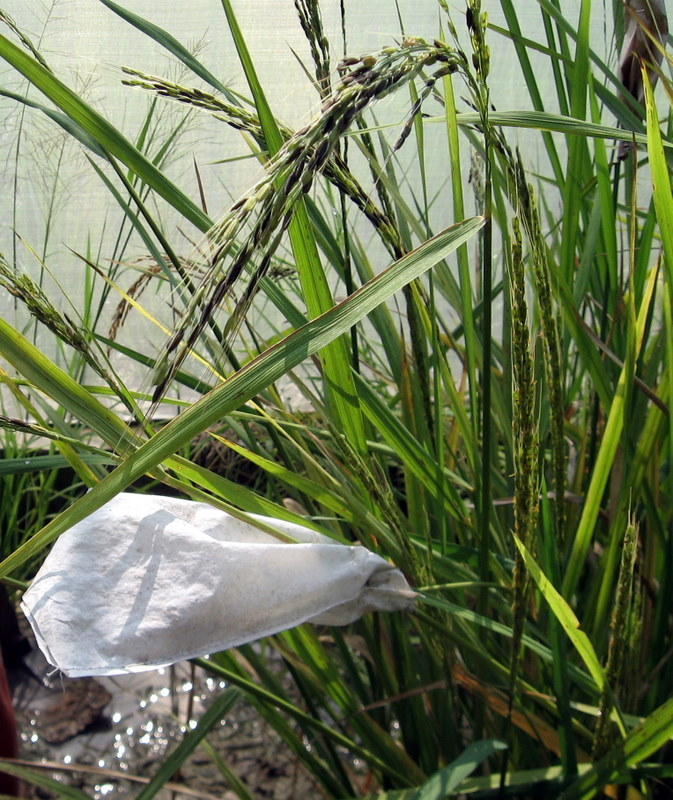
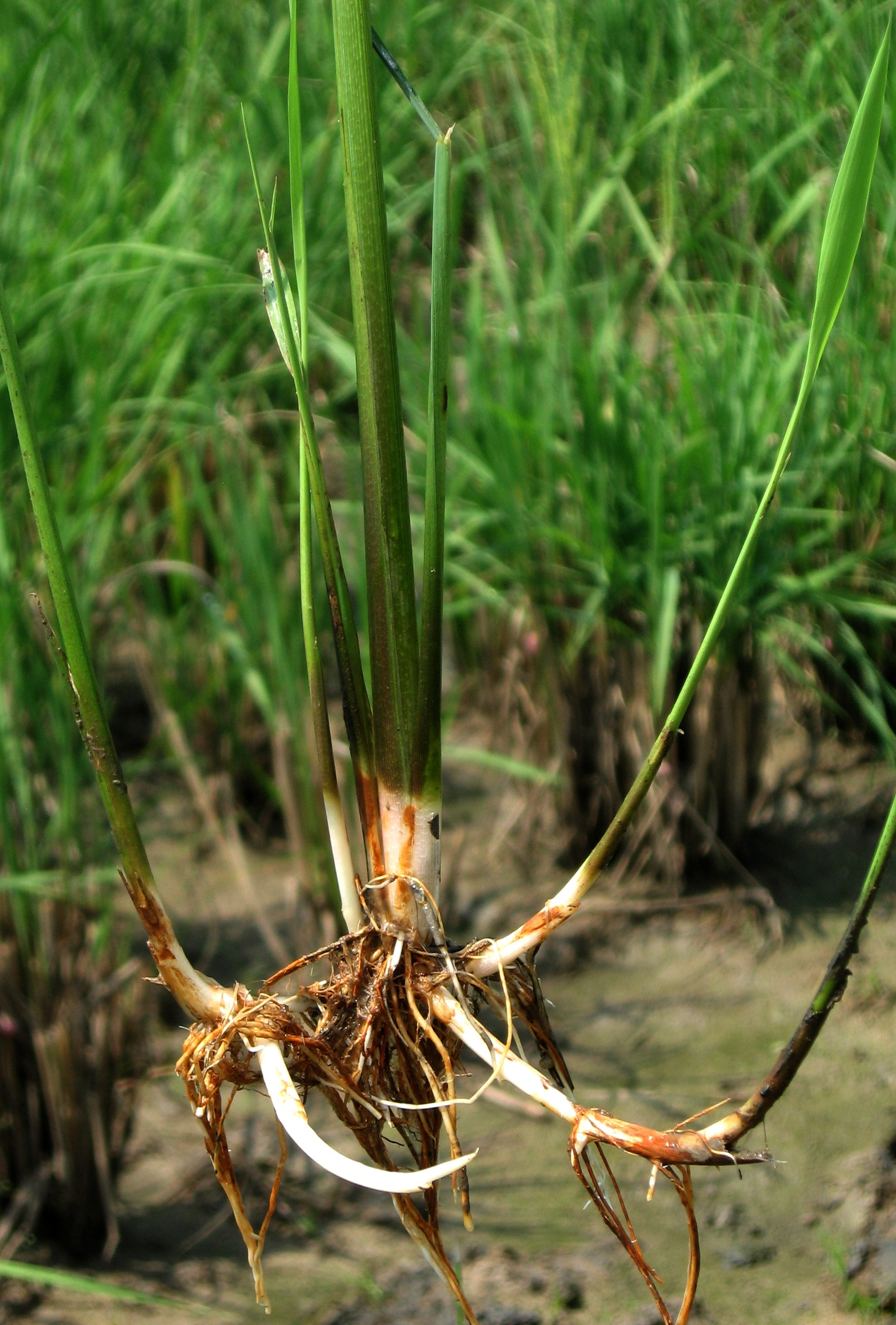